# Sporting Salt
『Sporting Salt』（スポーティングソルト）は、久保田ゆうとによる日本の漫画作品。『週刊少年ジャンプ』（集英社）2014年43号から2015年10号まで連載された。話数単位は「ソルト○○」。

## あらすじ
スポーツドクターを目指し海外留学中だった秀才高校生・塩谷浩之は、スポーツの名門として知られる立花港高校（たちばなみなとこうこう）の生徒会長・松森静香のスカウトに応じて同校に編入する。松森は立花港高校が抱える86もの部活全てを全国優勝に導く計画を立て、そのためのブレーンに塩谷を抜擢したのだった。保健委員長に就いた塩谷はスポーツ医学に基づいた処置や精神面のケアで校内のスポーツマンたちをサポートしていくことになる。

## 登場人物

### 主要人物
塩谷 浩之（しおや ひろゆき）
本作の主人公。立花港高校の保健委員長で、2年生。頭に付けた額帯鏡と制服の上から羽織った白衣がトレードマーク。好物はジョー〇ア。
一見小学生にしか見えない背の低い少年で、身体能力もさほど高くない。しかしその実態は、一度"見た"相手の身体的特徴を見抜く目を持つ、日本一のスポーツドクターを目指す高校生。その特性を活かし、料理に塩を加えるかの如く選手の持ち味を引き出す存在・「スポーティングソルト」と称される。
中学からアメリカに留学し、成績もトップクラス。高校生としては特例となる、医学に関する許可証をいくつか出された秀才。いざとなると愛用のトランクから「今週のハッタリドクターアイテム」と称する各種スポーツアイテムを取り出して使用するが、役に立たないこともしばしば。右腕には負った経緯は不明ながら大きな傷があり、本誌連載時では嵐に当身を喰らわせた際にそこから流血しているが、コミックスでは修正されている。
基本的に穏やかな性格だが、スポーツや医学を偏愛していることから筋肉（殴られた自分の頬の腫れをも楽しんでいる）や薬物に猛烈な興味を示し、他人の腕や足に平気で触るセクハラまがいの行為をしたり、保健室にある多くの薬物を前にテンションを上げたりしている（それ故、怪しい噂も絶えない）。この他、暴言を吐いたり、松森と三宅のデートの際、三宅が松森に良い所を見せられるようにするための作戦の一環とは言え通行人に石を投げつけるなど、腐った一面を見せることがある。そんな彼だが、他者の心に寄り添う力にも優れており、「誰もが心の奥に一つは持っている思い」を応援したいとの主張からスポーツドクターの道を志している。嵐の母とは面識があり、彼が歪む原因となった火事の一件を聞き知っていた。ソルト1の冒頭では2020年に国立競技場で行われる東京オリンピックにスポーツドクターとして関わっており、成長した姿を見せている。
同作者の読み切り『インスタントヒーローズ』にも彼の名前と姿（この時のデザインは読み切り版での彼の外見に引き継がれた）が登場している。
松森 静香（まつもり しずか）
本作のヒロイン。立花港高校の第78代生徒会長にして大会社の社長令嬢。左腕に「女王様」の文字が書かれた腕章を着用している。 傍若無人にして大の目立ちたがり屋かつ底無しの元気娘で、やや世間知らずかつ天然な面も見られる。しかし概ね外面は良いため、ほとんどの生徒や大人たちからは憧れの的となっている。その一方、下條からは「自分がいた頃はもっと真面目だった」と評されている。また、スポーツに関する知識も豊富。
「自身の学校は常に強くNo.1でなければならない」との矜持から立花港高校86の部活をすべて全国に導き、全国優勝をするために塩谷を保健委員長としてスカウトした。しかし最終回にて、塩谷がなぜ学校に来たのか忘れていた。最終目標はオリンピックの会長になることらしい。
同作者の読み切り「インスタントヒーローズ」にも「松森 しずか」名義でヒロインとして登場。
内柴 誠（うちしば まこと）
普通科2年・立選3位→2位。保健委員代理→体育委員長。
立花港高校の中で唯一帰宅部なのに、部活動での成績などの校内における影響力や生徒たちの投票によって決定される立花港高校の順位・「立選（りっせん）」にランクインした生徒。ランクインした理由はただケンカが強いだけ。一応両親がスポーツ選手で色んなスポーツをしていたエリートで、その体質が遺伝したことで常人を上回る白筋の多い体質・「純白筋（じゅんぱくきん）」を持って生まれた。その体質によって3分間だけ驚異的な身体能力を発揮できることから「インスタントヒーロー」という異名を持つ。半面スタミナはあまりなく、普段は保健室のベッドなどで寝ていることも多い。カップメン好きで、消耗が激しいためかなり大食いだが、逆に暇な時はカロリーが蓄積して太ってしまう（ただし、痩せるのも早い）。
自身の理解者である亡母から貰った体ということもあって、あえて一見不便とも思える体質を変えようとしていない。かつて周囲からは期待されていたものの、スポーツを見下したような態度に加え、中学2年生の頃に先輩の運動部員たちとの間に起こった乱闘をはじめ、喧嘩が絶えなかったことで周囲から「狂犬」と恐れられていたが、実際は自らや弱者を守るためにあえて拳を振るっており（乱闘事件も実際は自身の実力を疎んじた運動部員たちに襲撃され、応戦したことが誤解された）、本質的には善人だった。立花港高進学後は金で各部活の助っ人を請け負っていたが、彼の本質を見透かしていた塩谷とのボクシング対決にて、塩谷の体を張った説得と内柴に助けられた空手部員の証言もあって誤解が解け、自身も純粋に心から笑顔を浮かべた親友たちとの楽しい思い出を再認識し、同時に生徒会に編入。秋奈の一件以後はその功績もあって生徒会の保健委員代理となる。さらに塩谷の診察でこれまでの経緯から体に負担がかかっていたことが判明したため、彼から3分間の活動限界のリミッターを付けられた。
嵐との決闘を制した後は立選2位となり、3巻の描き下ろしにて松森から体育委員長に任命されるも、本人は消極的な態度を見せている。
元々は作者の読み切り「インスタントヒーロー」および「インスタントヒーローズ」の主人公。
工藤 氷華（くどう ひょうか）
女子サッカー部のエースで立選8位。血気盛んかつ快活な性格の持ち主で、塩むすびを食すことで力を発揮する。サッカーの才能を生かした足技にも長けており、中学時代に自身を襲った不良たちを瞬時に返り討ちにしたことがある（秋奈いわく「瞬殺の月夜事件」）。その強さから「氷の白豹（こおりのしろひょう）」（秋奈は「氷の豹（こおりのひょう）」と呼事）の異名を取る。あまり裕福でない家庭だが、クリスマスケーキ程度は買える。松森のクラスメイトにして友人だが、双方の生活環境に培われた価値観の相違から彼女とはややソリが合わない。
中学までは立花港高から少し離れた町に住んでおり、父が必死で働く姿を笑った町の人々への怒りを原動力に、彼らを見返すべく努力を重ね、立花港高の寮に入寮した。体力不足で、体に力が出なくて困っているが、実際は塩むすび程度で回復するレベルの塩分不足であり、塩谷の協力によって父の「氷華を思う気持ち」こそが本当の自身の原動力であることを知ると共に、見事に克服した。その一件以来、小学生の頃に父親が作った塩むすびを食べていた思い出から父の愛情に気付いたことで家から登校するようになり、さらにと気付かせてくれた塩谷に惚れている。だが、本人はあくまでも「サッカー一筋」との主張から彼への恋心を否定している。
嵐の襲撃を受けるも、太陽の加勢もあって難を逃れ、軽傷で済んだ。3巻の描き下ろしでは女子サッカー部のキャプテンに就任しており、全国選抜チームにも選ばれている。
大河 太陽（おおかわたいよう）
園芸委員長。1年では唯一の立選ランカーにして立選7位。たい焼きが好物。立花港高のマークが書かれた布をスカーフにして首に巻いている。片言の口調で喋り、塩谷を「ヤブ医者」・内柴を「柴犬」と呼ぶ。
人並み外れた身体能力を持つが外見・言動は幼く、自称「生徒会最強の男」・「世界（悪）の支配者」。委員長に就いたのもお菓子につられただけ。実家が自然豊かで人口300人の小島・「松竹島（まつたけじま）」にある影響で、水泳などの個人競技が得意な反面かなり自分勝手。しかし自然を愛し「借りは必ず返す」と主張する義理堅い性格で、自然の少ない都市の現状を嘆いて「世界を自然で埋めて征服する」とのモットーを持ち、自身が「自分の地球」と呼ぶ学校の花壇を荒らす相手に対しては「自分より悪い奴を許さない」との主張の元立ち向かう。生活環境に培われた強靭な腰骨を持ち、それを生かした驚異的な跳躍力やダッシュ力を駆使する存在・「ブループレイヤー」。腰骨の力は高所からの着地（落下途中で突起部分に一旦着陸することで勢いを殺し、学校の屋上からでも無傷で飛び降りられる）や蹴り技にも生かされている。口癖は「にゃっぱぱぁ」。
嵐に襲われた氷華を間一髪で救うも、右足で嵐の木刀を防いだことで右足を骨折する。しかし、本人はギプスを着用した足をロボットのようだと気に入るも、西本を襲う嵐を止めに入ろうとして着地したことでさらに右足を痛める。最終回では傷を癒して再び元気に登校している。ジェッターキングのことは3巻の巻末4コマにてそのマフラー姿を「自分の服装を真似している」と認識しており、嫌っている。
元々は作者の読み切り『海の太陽』の主人公。『インスタントヒーローズ』では名前と姿のみが登場している。

### 立花港高校

#### 生徒会・各委員会関係者
一ノ瀬（いちのせ）
生徒会の書記。保健委員がいないため、彼が塩谷を手伝っている。アホ毛と存在感の無さが特徴。塩谷の巻き添えで災難に遭う一幕も。
『インスタントヒーローズ』では生徒会役員として登場。
西本 つばき（にしもと つばき）
生徒会の書記。合気道部主将・立選5位。武術の心得は普段の歩き方からも見てとれる。
冷静な性格で、松森とは幼少期からの付き合い。また、そのスポーツ経歴を知った塩谷に技をかけるよう依頼されて実行するなどユーモラスな一面も見せた。
『インスタントヒーローズ』では生徒会役員として登場しており、髪色は本作と異なり黒だった。
小真野 リカ（こまの リカ）
園芸副委員長。眼鏡をかけている。
純粋に花の世話が好きで委員会に入ったが、太陽のペースにいつも振り回されている。しかし、「たい焼きをくれる」という理由で太陽には大切に思われている。太陽からは「コマリン」と呼ばれており隠れ巨乳。
口癖は「ぷぉ〜ん」。
三奈木 沙織（みなぎ さおり）
保健委員会の顧問を務める女性教諭。ナイスバディの持ち主ながら厳格な印象のため、男を踏みつける「千人土下座の三奈木」の異名をとっているが、実は人当たりの良い性格の持ち主で（先述の異名について松森に触れられた際、否定している）、上着を脱ぐ際はややセクシー。、逆上がりを頑張るいとこの彩音に自身を付けさせるため、自身の苦手とする逆上がりを克服しようと塩谷に相談を持ち掛ける。塩谷が自身を盗撮するかのような芝居をしたことで彼を蹴るが、その拍子に「踏み台を蹴るように地面を蹴り、コンパクトに縦回転する」という逆上がりのコツを実践し、逆上がりを成功させた。
下條（しもじょう）
ラグビー部・3年。昨年度の生徒会体育委員長。ガタイの良い筋肉質の男子生徒。
自身が1年生の頃にラグビー部の監督が代わり、チームが弱体化したことで次々に転校する部員が現れてもなお、いつかは彼らが戻ると信じてラグビー部に残っていたが、いつしか彼を残して部員はいなくなり、ラグビー部も大会に出場できなくなっていた。松森たちの助けを借りて行うワンプレーを最後にラグビーを辞めるつもりだったが、塩谷が立花港高の生徒たちを大勢集めてプレーを行ってくれたことに感激。大学でもラグビーを続けることを決意した。
越高 すぐる（こしだか すぐる）/ジェッターキング
3巻の描き下ろしで登場。表の顔は図書副委員長・越高。その裏ではヘルメットとマフラー、ライダースーツを着用した謎のヒーローにして図書委員長・「ジェッターキング」に扮し、運動部の助っ人などの人助けを行う。現生徒会で最初に役員になった人物。
越高としての彼は眼鏡をかけたビブリオマニアの青年で、ジェッターキングのことは「仕事をせず超不真面目」と評している。しかし、ジェッターキングになると人を食った言動が目立つものの高い身体能力を誇るキャラに変貌し、相手のフェイントをも含めた全ての動きを予測する「フィールドバッカー」としての才能を発揮する。どちらの姿でも「自分がどうなりたいかをイメージし、行動する」ことの大切さを説く。かつては様々なスポーツを行っていたが、あがり症故に他者を見ていると全力を出せず、長続きしなかった。落ち込んでいた時に本と出会い、なりたいものに自分を変えてくれる本の素晴らしさに感銘を受け、現在に至る。なお、塩谷には正体を勘付かれている。
ソルト3のイメージ図にて彼らしきシルエットが存在することから立選上位ランカーの可能性があるが、詳細は不明。また、ソルト9の役員会議のシーンではどういうわけか素顔の彼とジェッターキングと似た服装の人物（声にエフェクトがかかっていた）が一緒に座っている。
『インスタントヒーローズ』では、本作とややデザインが異なるものの、ジェッターキング姿の彼がイメージ図にて登場。

#### スポーツ部関係者
西松 修（にしまつ おさむ）
工業科2年・テニス部主将。
テニス部が4人しかおらず、20連敗中で廃部の危機に陥ったせいで無理をし、シンスプリントを起こして足を痛めていた。彼の膝組みの癖がシンスプリント発症の原因であることを見抜いた塩谷の助けにより無事回復し、大会での横溝高校（よこみぞこうこう）との試合を制した。
大月（おおつき）
空手部・部員。
他の部員たちとともに空手部所属の後輩生徒をリンチしていたところを内柴に目撃され、鉄パイプを持って応戦するも成敗される。その後、暴行に関わった部員たちとともに保健室に行き、後輩が何も言わないのを良いことに「内柴は他校生に雇われて自分たちを襲ったのだろう」と塩谷たちに語る。しかし、後輩の発言によって真相が明らかとなり、松森に捕まった挙句他の暴行を行った部員たちともども厳重注意を受けて反省する。
大字 秋奈（おおあざ あきな）
剣道部1年。
工藤の強さにあこがれて、彼女の弟子になろうとした。しかし、隙あらば彼女の身体を狙うレズビアンでもある。
当初は剣道が好きではなかったが、父の助言がきっかけで剣道を始めた。中学3年生の時に剣道の試合で対戦した嵐に完敗し、彼から「女子供は斬らない」と言われて言い返せなかったことを悔やんでおり、負けないために強くなろうと努力している。塩谷のアドバイスを受けて行った雑巾がけで筋肉の使い方を覚えた彼女の実力を引き出させるべく、内柴がわざと彼女を挑発する形で一芝居打ったことにより、自身の強さに自身を持つことができた。
今江（いまえ）
バスケット部・部員。
ライバル校の坂校（さかこう）との試合前に左腕を骨折したため、生徒会に助っ人を頼む。頼りの助っ人である太陽がバスケのルールを理解していない様子だったため驚くも、その直後に塩谷がさり気なく言ったヒントに従った太陽の本気のプレーを見たことにより、他の部員共々発奮。フェアな一面があり、太陽の取った点を相手チームに返している。
立花 嵐（たちばな あらし）
剣道部・主将、3年・立選2位→3位。サングラスを着用している。
理事長の息子。先祖代々最強を売りとしており、木一本で亡くなった父の教えを曲解し、戦いそのものに愉悦を感じるサイコパスとなる。ファイブローシスが発生する一歩手前まで肉体を酷使する鍛錬を行った結果、並の打撃にはビクともしない強靭な肉体と、剣圧で川の水を円状に弾くこともできる驚異的な剣道の腕前を手に入れた。内柴をおびき寄せるため、彼の知り合いを次々と闇打ちしていった。大量の木刀を持ち歩いている。基本的に女性や子供は斬らない主義ではあるが、素手で殴ったり木刀で足を潰すこと、そして邪魔された際の攻撃に関しては躊躇がない。
つばきを襲撃した折に塩谷共々止めに入った内柴と対決。圧倒的な力の差を見せつけられ、割れたサングラスのレンズで突きを仕掛けるも、対決直前に塩谷が当身を喰らわせた横腹が他の身体箇所より先にダメージの限界に達し、内柴の鉄拳を喰らい敗北。その際、塩谷と内柴の姿にかつて自身が忘れていた父との愛情を感じ、改心する。その後は停学処分となるも、最終回にて停学が解けたことが判明。
『インスタントヒーローズ』ではイメージ図にのみ登場。
南（みなみ）
剣道部・部員。嵐に同行した際、川の水を木刀で吹き飛ばした立花の姿を目撃する。
ボクシング部部長
ボクシング部・部長。ボクシング全国ランク4位の腕前を誇る。
内柴から防具なしでのスパーリングを持ちかけられて承諾したが、彼に雑魚呼ばわりされたことで激昂。しかし、内柴のアッパー一撃で意識を失い、さらに倒れ際に顔面を殴打され敗れる。
読み切り『インスタントヒーロー』でも本作とほぼ同様の役回りで登場。
三宅 義信（みやけ よしのぶ）
レスリング部・主将。立選6位。松森からは「義くん（よしくん）」と呼ばれる。
立花港高が誇るエリート部・レスリング部を束ねるが、感情の浮き沈みが非常に激しい。異性に対しても純情で、つばきと異種格闘技試合を行った折には合気道とレスリングの相性が悪かったとはいえ敗れた際、彼女の胸が腕に当たって赤面している。JOC主催の大会で中学生と試合をした際、「獅子はウサギを狩る時も全力を尽くす」という諺をなかなか思い出せずに隙が生じて敗れ、意気消沈していた。息抜きに松森とのデートを行い、松森に連れられたレスリングジムで子供たちと戯れる彼女に感化され、勝ち負け関係なしにレスリングを楽しむかつての自分を思い出すことができた。
東郷 白雪（とうごう しらゆき）
フィギュアスケート部1年（クラスは3組）。名前は雪の降る日に生まれたことから付けられた。ツインテールとウサギの顔を模したヘアピンが特徴。通称・「シロ」。
「フィギュアスケートの天使」の異名をとり、その美貌とフィギュアの腕前からマスコミや立花港高生たちの注目の的となっていた。しかし、あるマスコミ関係者が「白雪の母親は彼女を身籠ったことでオリンピックに参加できなかった」とが話していたことを聞いて自責の念にかられ、遊びに逃げていた。友達と楽しく遊んでいた所で不良に絡まれ、松森の命令で調査のために後を付けていた塩谷と内柴に助けられ、その直前の別れ際に落とした母から渡されたお守り（中身はオリンピックの記念メダル）を返される。その後は塩谷によって長野オリンピックのスキージャンプ決勝戦が行われた白馬ジャンプ競技場に連れられ、かつての母親と同じ「オリンピックに行く」という夢を持っていたことを思い出し、再びフィギュアの道を志す。
村瀬 護（むらせ まもる）
男子サッカー部・キャプテン。彼以下のスポーツ部関係者は3巻の描き下ろしのみ登場。
廻とは幼少期から共にサッカーをする幼馴染同士。自身がキャプテンになってからというもののチームは負け続きで、監督に不満を言えない自分を恥じていた。引っ越しを控えた廻と行う最後の試合にてどうにか勝ちたいと思っていたところ、引ったくり犯を成敗したジェッターキングを目撃。その存在を探るべく生徒会に掛け合い、出会った越高からアドバイスを受ける。試合当日、廻に教えられたサッカーの楽しさに共感され、廻を強制的に交代させようとする監督の指示を阻む。その後は渋々ながらも助っ人を承諾したジェッターキングがゴールを決めたことで奮起し、見事チームを勝利に導いた。
廻（めぐる）
男子サッカー部・部員。
村瀬の幼馴染。長髪をヘアゴムで結わえているが、これは少年時代に村瀬から「サッカー部には長髪キャラが必要」との理由付けで強要されたのが切っ掛け。「みんなでサッカーができれば十分楽しい」との主張の持ち主。引っ越しと転校を控えた折に行われた他校との練習試合にて、監督から交代を申し付けられる。しかし、ジェッターキングの介入もあって村瀬と共に試合を戦い抜くことができた。
千田（せんだ）、草野（くさの）
男子サッカー部・部員。
千田は監督から交代を言い渡された廻に交代を求められ、草野はジェッターキングからすぐに交代できるように指示を受けた。
男子サッカー部監督
立花港高校教諭にして男子サッカー部・監督。怠惰かつ横暴な性格で、村瀬に愚痴をこぼしていた。練習試合にて練習の際に出された課題をクリアできていない廻を強制的に交代させようとするも、村瀬の反抗に遭う。挙句、突如乱入したジェッターキングに気絶させられた（なお、ジェッターキングはこの行為に対して特に処分は受けておらず、そればかりか相手校チームの監督と審判から「ヘディングなしならヘルメット着用で出場してよい」と試合出場を許可されている）。

#### その他の生徒・教諭
前田（まえだ）
立花港高校の男子生徒で、校庭で喫煙するなど素行が悪い。煙草の空き箱を花壇に投げ捨てたところ、太陽に見つかりひと騒動となり、その際太陽を子供と勘違いしていた。直後に自身の行った賭けでイカサマをしていたことを見抜いた他の不良生徒たちに絡まれるが、さらに煙草の吸い殻と空き箱を花壇に放り入れた彼らを怒る太陽が叩きのめしたことで救われる。
嵐の父
今は亡き立花港高校の創設者にして初代理事長で、嵐の父親。先祖代々武術家の家系に生まれた厳格な人物で、息子に「剣の道での敗北は死」・「勝つことがお前の存在意義」と説いていた。しかし、本質的には嵐を愛しており、息子からも慕われていた。嵐が小学生の頃に自宅が火災に遭い、崩れた材木の下敷きとなり死亡。嵐はその一件がトラウマとなり、戦闘狂へと変貌していった。

### その他の人物
学（まなぶ）
立花港市内の小学校に通う少年で、5年生。運動が苦手だが優しい性格で、昔から自分を元気付けてくれた幼馴染のルナに恋心を抱いている。偶然塩谷と知り合った後に彼女の転校を知り、「速く走る人はカッコいい」とルナが語っていたことに共感していた彼は運動会の男子徒競走で好成績を叩き出し、ルナに告白しようと決意。運動会当日、ルナに背中の三角点を押して貰ったことで筋肉がほぐれ、それによって見事1位となる。その後、ルナに告白することができた。最終回ではルナ・ケンゴと共に立花港高を訪れており、ユズルが跳び箱を飛べるようにするべく塩谷に依頼を持ち掛けている。
学の母
学の母親で、髪型は長髪を縦巻きのツインテールにしている。家に立ち寄った塩谷のマッサージにより肩こりを直して貰い、彼を学の親友と認識。その際彼女がマッサージのことを「アレ」と言ったことで学は塩谷の行動を誤解し、彼を締め上げた。
ルナ
学のクラスメイトにして幼馴染で、頭にリボン付きカチューシャを付けた元気な少女。父親共々足が速く、自身も足の速い人物に憧れている。小学生だが、貧乳を気にしている。父がチェーン店の支店長をしており、その仕事の都合で引っ越しと転校が決まっている。運動会の折に塩谷から受けたアドバイスを実践し、おまじないと称して学の三角点を押し、彼の全力を引き出すことに成功する。その後、学から告白された。
ケンゴ
学のクラスメイト。スポーツのできない学を馬鹿にしていたが、運動会での学の奮闘とルナへの告白を見て彼を見直した。兄がおり、彼から塩谷に関する噂を聞き知っていた。
内柴の母
内柴の母親で、元スポーツ選手。息子の小学生時代に若くして病没した。内柴の最大の理解者で、生前に「あなたには才能よりも命がある」と自由に生きる道を息子に示した。
秋奈の父
秋奈の父親で、剣道選手。「男の中の男」を自称しており、秋奈から敬愛されている。「お前はきっと強く、素敵な女性になるだろう」と幼少期の彼女を励ましている。
氷華の父
氷華の父親で、交通整理をしている。妻（氷華の母）が離婚して家を出た後も昼夜を問わず働き、娘に弁当として塩むすびを作ったり、クリスマスではホールケーキ一個とプレゼントをしっかり用意するなど娘思いな人物。
彩音（あやね）
沙織の年下のいとこである小学生の少女で、カチューシャを着用。内気な性格で、逆上がりが苦手。学に惚れていたが、彼がルナに告白したことで失恋（その際に学を助けた塩谷のことを「ある人」とだけ述べたことから、塩谷と静香が塩谷とも知らずに怒りを露わにしていた）。しかし、せめて逆上がりを克服してから学に思いを伝えたいと決意するも、沙織が逆上がりをできなかったことで一旦は自信を無くす。しかし、塩谷の助けで沙織が逆上がりを成功させたことで彼女に憧れを抱く。
白雪の母
白雪の母親。元天才スキーヤーで、立ち居振る舞いがオーバーリアクション気味。かつてはジャンプスキー選手として有望視されていたが、間が悪く娘を身に宿していたことで長野オリンピックに出場できなかった(なお、史実では後述の通り長野五輪ではスキージャンプの女子部門は開催されていない)。それが原因で白雪といさかいを起こしていたが、本当は「娘が笑って生きてくれればいい」との心情からオリンピックの記念メダルが入ったお守りと自身の夢を彼女に託していた。
白雪の父
白雪の父親。娘が妻の胎内にいた頃、オリンピック会場にて胎動する白雪の様子から「将来は妻のような凄い選手になる」と発言した。
ユズル
3巻の描き下ろしにて登場。ルナの転校先の小学校の親友で、通称・「ユズちゃん」。勉強はできるのだが、跳び箱が苦手で、彼女自身そのことには「跳び箱は大人になったら何も意味がない」と開き直っていた。塩谷たちが彼女が跳び箱を飛べるようにしようと彼女の学校を訪れた際、偶然運動不足で太っていたことで跳び箱に挑戦して失敗しながらも、跳び箱を「たかが木の箱」と漏らした内柴の言葉を聞いて吹っ切れる。その後は跳び箱に対してもやる気を持つようになった。

## 反響
架神恭介は本作が打ち切りになってしまったのは、一例として第17話で問題の提示から解決するまでの流れがおかしく、白雪が自責の念を抱くことに感情移入しにくく、塩谷が母親がいた場所かもしれないあやふやな推測を言うと白雪の耳に歓声が聞こえてくる異常現象が起きて、なぜか自分が母と同じ夢を見ていたと自責の念が解消されてしまうことが理解できないシーンを挙げ、絵と演出のおかげでなんとなく感動話だと感じてしまうのが難点で、他にもそういった場面があってそれを感動話でないと否定できる根拠がいくつもあり、作者は「なんとなく感動的」をあまりに無防備に配置して脇を全く固めず、きちんと順序立てて反発されないようにすればよかったが、評価を無駄に落としているのは「なんとなく感動的」の濫用で安易さが出て、脇を固めないことで手抜きにも感じられ、感動が手っ取り早く得られるテクニックではなく安易さにより身を滅ぼしてしまうもので、濫用されることは他作品でも珍しくないが本作は脇が甘く、母が出場するはずだったの長野五輪のスキージャンプ競技も当時、この競技に女子の種目は採用されていなかったと指摘した。

## 書誌情報
- 久保田ゆうと 『Sporting Salt』 集英社〈ジャンプ・コミックス〉、全3巻
  1. 「塩谷の解剖学」2015年1月10日第1刷発行（1月5日発売[集 1]）、ISBN 978-4-08-880281-7
  2. 「元気な力」2015年4月8日第1刷発行（4月3日発売[集 2]）、ISBN 978-4-08-880336-4
  3. 「ソルトの気持ち」2015年6月9日第1刷発行（6月4日発売[集 3]）、ISBN 978-4-08-880403-3

## プロット版
『アジシオ～塩谷の解剖学～』のタイトルで読み切りが描かれており、第36回JUMPトレジャー新人漫画賞最終候補を受賞。その後、『Sporting Salt -塩谷の解剖学-』のタイトルで『週刊少年ジャンプ』2013年17号に掲載された。

### Sporting Salt-塩谷の解剖学-

#### あらすじ
西海高校（せいかいこうこう）のテニス部は、廃部の危機に立たされていた。部を盛り立てようと奮起する部長・松森しずかは怪しい噂の絶えない保健室に立ち寄った際、保健委員長・塩谷圭一に出会う。塩谷は松森が身体に抱えた負担を見抜き、彼女が大会で勝利できるようにサポートする。

#### 登場人物
塩谷 圭一（しおや けいいち）
本作の主人公。祖父が有名なスポーツ医で、自身も医療知識が豊富。肩の痛みを診て貰おうと保健室を訪れた松森の右肩がインピンジメントを起こしていることに気付き、右肩を使わないように助言する。実は松森の癖と努力を見抜いており、右肩を封じたのも左腕でバランスを取ることによって全身の力を一つに繋げる筋肉の基本かつ最も強力な力・「力の連動（キネティックチェーン）」を松森に体現させるためだった。キャラ性・特技はほぼ連載版の塩谷と共通しているが、こちらでは彼の特性に「選手に味つけする者（プレイングソルト）」の名称が設定されている。デザインも髪型が横にはねている他、身長も松森たちより頭一つ分小さい程度。額帯鏡も一瞬付けるシーンがあるのみ。
松森 しずか（まつもり しずか）
本作のヒロイン。西海高校の1年生で、部員が3人しかいない同校テニス部の部長。幼少期に足を怪我して入院した折、近所に住んでいた当時の西海高テニス部のキャプテンに連れ出され、テニスの楽しさを知った。そのため、自身らが入部した際に先輩たちが退部しても構わずにテニス部として活動する道を選ぶ。しかし、無理をしたことで右肩の筋肉が骨に挟まるインピンジメントを発症。それでも大会に出るべく、構わずに右腕を封じながらも猛練習を重ねる頑張り屋。試合当日、塩谷の助けによって力の連動を発動して見事勝利を飾り、部も存続。その後は自作の翼の付いたナース服を着用して塩谷を手伝っていた。『インスタントヒーローズ』の松森同様、連載版の松森の原型となったキャラで、天然なところも共通している。本作のみ生徒会長ではない。
可奈（かな）
西海高校のテニス部員。活発な性格で、松森のノリに振り回されたり、呆れる一幕も見せる。大会当日、塩谷の助けによって健闘する松森の頑張りが無駄ではなかったことを知り、涙する。外見は連載版の秋奈のデザインに流用されている。
みゆ
西海高校のテニス部員で、塩谷とは中学校が同じ。温和でやや天然ボケな一面がある。
野口（のぐち）
花見山第一高校（はなみやまだいいちこうこう）のテニス部員。女子選手ながらも巨体が特徴で、強烈なサーブを放つ。大会にて松森と対戦するが、力の連動を体現した彼女に敗れる。